# 재일한국어
재일한국어(일본어: 在日韓國語 자이니치 칸코쿠고[*]) 또는 재일조선어(일본어: 在日朝鮮語 자이니치 조센고[*])는 일본의 재일 한국인들 사이에서 쓰이는 한국어다. 주로 재일본조선인총련합회 계열의 민족학교 출신 조선인들 사이에서 사용된다. 실제로 한국어를 사용하는 재일조선인은 10% 정도이며, 대개는 재일조선어를 사용한다. 단, 출신지나 생활환경 등의 차이로 인해 화자에 따른 언어 차이도 크다.
대부분의 재일 한국인들은 일상적인 대화에서 일본어를 사용하며 그들간의 대화에서까지 일본어를 사용한다. 표준적인 한국어는 오직 제한된 개수의 사회적 모임, 예컨대 이민 1세대나 재일본조선인총련합회의 지원을 받는 조선학교 등지에서만 사용된다. 대부분의 재일조선인들은 한국어를 제2모국어로 배우기 때문에 음운과 어휘에 일본어의 강한 영향을 받으며, 이것을 재일조선어라 부른다.

## 음운
음운은 일본어의 음운 체계에서 거의 벗어나지 않는다. ㅜ와 ㅡ, ㅗ와 ㅓ가 구분되지 않고 각각 ㅜ, ㅗ로 소리난다(예로 들자면 사람을 사랑으로, 명수를 묭수로 발음하는 것 등), "ㅂ, ㄷ, ㄱ"과 "ㅁ, ㄴ, ㅇ"은 발음이 일본어와 거의 비슷하고 "ㅂ, ㄷ, ㄱ"은 촉음형태로 발음한다. "ㅁ, ㄴ, ㅇ"은 일본어의 "ン"발음으로 발음한다.

### 모음
한국어 표준어의 8모음 체계와는 달리 재일조선어는 5모음밖에 없다.
- ㅏ : /a/
- ㅐ,ㅔ : /e/
- ㅣ : /i/
- ㅓ,ㅗ : /o/
- ㅜ,ㅡ : /u/

### 초성
어두의 자음에서 표준어는 명백하게 /k/, /kʰ/, /k͈/와 같이 무기음과 유기음을 구분해서 발음하지만, 재일 일본어는 그것들을 구분하지 않는 대신 일본어처럼 무성음과 유성음(예를 들면 /k/ 와 /ɡ/)을 명백히 구분한다.
| 표준어 | 재일 한국어                                   | 재일 한국어                                   |
| 표준어 | 어두                                          | 어간 · 어말                                   |
| ------ | --------------------------------------------- | --------------------------------------------- |
| /k/    | 무성음 /k/ 또는 유성음 /ɡ/, 화자에 따라 다름. | 무성음 /k/ 또는 유성음 /ɡ/, 화자에 따라 다름. |
| /kʰ/   | 무성음 /k/                                    | 이중 무성음 /kː/                              |
| /k͈/    | 무성음 /k/                                    | 이중 무성음 /kː/                              |

비음 뒤에는 무성음이 없다. 그래서 표준어 "앉자"는 /anʨa/나 /anʨːa/가 아닌 /anʨ͈a/가 된다.
문화어와 재일 한국어는 어두의 /ɾ/ 또는 /n/이 절대로 그것들의 음가가 바뀌지 않는다. 표준어의 "역사" /jəksa/ 또는 문화어의 "력사" /ɾjəksa/는 재일 한국어에서 /ɾjosːa/가 된다.

### 종성
표준어의 종성에는 7개의 자음, 즉 /p/, /t/, /k/, /m/, /n/, /ŋ/, 그리고 /ɾ/이 온다. 이는 재일조선어에서는 발음과 촉음에 의해 다르게 발음된다.
| 표준어                 | 재일 한국어                                                         |
| ---------------------- | ------------------------------------------------------------------- |
| 파열음 (/p/, /t/, /k/) | 이중 자음 뒤에 온다. (예를 들면 /ɾjok/뒤의 /sa/ 가 /ɾjosːa/로 된다) |
| 비음 (/m/, /n/, /ŋ/)   | /n/ (일본어의 ん처럼)                                               |
| 탄음 (/ɾ/)             | /ɾ/                                                                 |

## 어휘
기초어휘를 제외한 복잡한 어휘는 대부분 일본어로부터 차용된다. 표준어가 문어에 사용되는 것과 달리, 재일 한국어는 작문에 문어가 대체적으로 사용되지 않는다. 예를 들면, "그러나"를 "구로나"로 발음하는 사람이 글로는 전자를 사용한다.

## 문법
재일한국어의 문법도 일본어의 영향을 받았음을 보여준다. 어떤 불변화사는 표준어와 다르게 쓰인다. 예를 들면, "차를 타다"라는 표준어의 표현이 재일조선어에서는 일본어의 ("車に乗る")처럼 "차에 타다" 로 표현된다.
표준 한국어에서는 완료상 ‘-어 있-’과 진행상 ‘-고 있-’을 구분한다. 예를 들면, 앉고 있는 행동의 중간을 나타내며 행동이 아직 끝나지 않았음을 나타내는 것은 "앉고 있다"이고, "앉아 있다"는 앉아 있는 상태이다. 그러나 재일 한국어에서는 일본어에서처럼 ‘-고 있-’의 형태를 진행형과 완료형에 모두 쓰고, 이 두 가지를 구분하지 않는다.
한국어에만 존재하는 종결어미가 잘 사용되지 않으며, 대신 일본어 특유의 종결어미가 자주 붙는다.

## 같이 보기
- 언어 접촉